# アレクサンドル・ダルゴムイシスキー
アレクサンドル・セルゲーエヴィチ・ダルゴムイシスキー（ロシア語: Алекса́ндр Серге́евич Даргомы́жский；英語: Aleksandr Sergeevich Dargomizhskii、1813年2月14日 - 1869年1月17日）は、ロシアのオペラ作曲家。音楽史的にはグリンカと「ロシア五人組」やチャイコフスキーの間を橋渡しした人物である。ほかに、歌曲やピアノ曲をふんだんに作曲したほか、多少の管弦楽曲もある。

## 人物略歴
名門貴族の家に生まれ、サンクトペテルブルクで教育を受ける。早くから才能あるアマチュアとして名声を博し、当初はサロン音楽の分野で有名であったが、1833年、ミハイル・グリンカに出会い、作曲に打ち込むよう激励を受けた。ダルゴムイシスキーは、ロシア的な音楽の創造をめざすグリンカの影響で、意識的にロシア語のイントネーションを音楽化する方法を研究し、その成果はかれの作曲した歌劇・オペラ作品に活かされた。

## 音楽と作品について
1839年にヴィクトル・ユゴーの小説『ノートルダムのせむし男』に基づく歌劇《エスメラルダ》を作曲した。彼の代表作となる歌劇《ルサルカ》は1856年に上演された。ここでは、ロシア語を音楽化するという研究が実を結んでいる。しかし、1860年代まで国内外でなかなか成功しなかったといわれる。ただベルギーでは、彼の作品の評判は好意的なものであった。
アレクサンドル・セローフは1856年に『ルサルカ』に好意的な批評を寄せ、プーシキンのテクストと音楽が緊密な関係を保っているために、歌手が実際にロシア語をしゃべっているように聞こえると評した。その後ダルゴムイシスキーの開く夜会には、後にロシア5人組として知られるようになるモデスト・ムソルグスキー、ミリイ・バラキレフ、ツェーザリ・キュイらが常連として集まった。1860年代にダルゴムイシスキーはロシア5人組の長老的存在となった。代表作となった最後の歌劇《石の客》は、レチタティーヴォ風ないしはデクラメーション風の旋律形成によって、ムソルグスキーやドビュッシーの先駆となっている。第1幕の幕切れとオーケストレーションが未完成のまま遺されたため、キュイやリムスキー＝コルサコフの手により補完された。《石の客》は1872年に初演され、オペラ表現に進歩的な姿勢を示すものとして、五人組から大いに激賞されたものの、未完のためもあって、こんにちオペラの標準的なレパートリーとして演奏されることはほとんどないのが実情である。